# Middlesbrough (borough)
Pour les articles homonymes, voir Middlesbrough (homonymie).
Le borough de Middlesbrough (en anglais : Borough of Middlesbrough) est une territoire relevant d’une autorité locale unique situé dans le comté du Yorkshire du Nord, en Angleterre. Son chef-lieu est Middlesbrough. Depuis 2016, il fait partie de l'autorité combinée de la vallée de la Tees.
Les principales autres localités du comté sont :

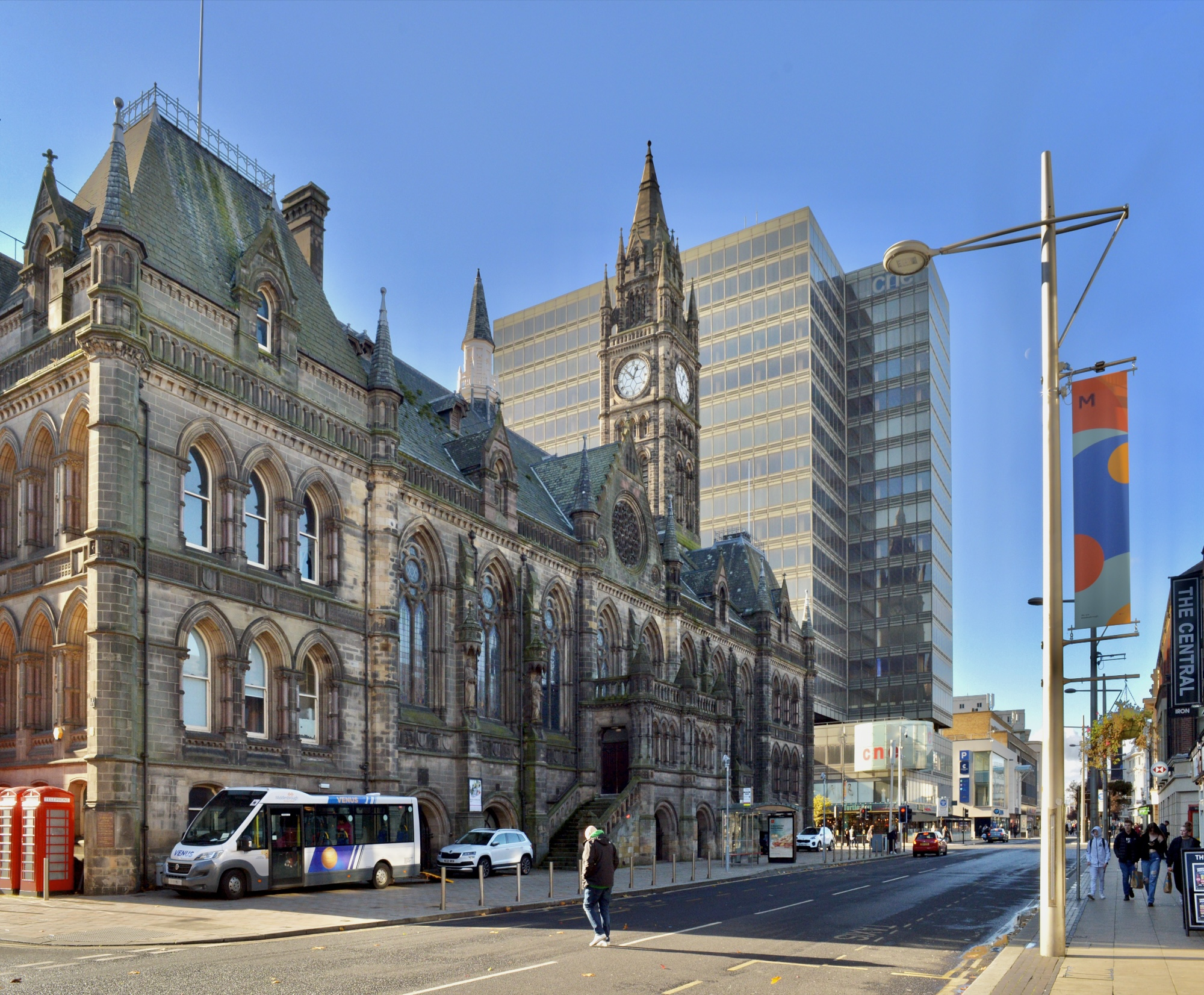
Hôtel de ville de Middlesbrough

- Coulby Newham
- Hemlington
- Marton
- Nunthorpe
- Ormesby
- Stainton
- Thornton